# Asthenia stricturaria
Asthenia stricturaria är en fjärilsart som beskrevs av Jacob Hübner 1825. Asthenia stricturaria ingår i släktet Asthenia, och familjen påfågelsspinnare. Inga underarter finns listade.